# Mangan (Distrikt)

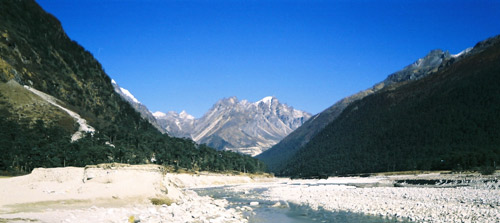
Yumthang-Valley-Naturreservat

Der Distrikt Mangan (Nepali मङ्गन जिल्ला) ist ein Distrikt im indischen Bundesstaat Sikkim. Sitz der Distriktverwaltung ist Mangan.

## Geografie
Der Distrikt Mangan erstreckt sich über die nördliche Hälfte des Bundesstaats Sikkim. Die Fläche beträgt 4226 km².
Der Distrikt grenzt im Westen an Nepal sowie im Norden und Osten an das autonome Gebiet Tibet (VR China). Das Gebiet umfasst den Hochhimalaya mit dem Achttausender Kangchendzönga im äußersten Westen an der nepalesischen Grenze. Entlang der Nordgrenze verläuft die Wasserscheide zwischen Yarlung Tsangpo und dem Unterlauf des Brahmaputra. Mangan liegt vollständig im Einzugsgebiet der Tista, einem Nebenfluss des Brahmaputra.
Im Westteil des Distrikts liegt der Kangchendzönga-Nationalpark, im Nordosten das Yumthang-Valley-Naturreservat.

## Bevölkerung
Nach der Volkszählung 2011 hat der Distrikt Mangan 43.709 Einwohner. Bei 10 Einwohnern pro Quadratkilometer ist der Distrikt nur dünn besiedelt. Der Distrikt ist überwiegend ländlich geprägt. Von den 43.709 Bewohnern wohnen 39.065 Personen (89,38 %) auf dem Land und 4.644 Menschen in städtischen Gemeinden.
Der Distrikt Mangan gehört zu den Gebieten Indiens, die mehrheitlich von Angehörigen der „Stammesbevölkerung“ (scheduled tribes) besiedelt sind. Zu ihnen gehörten (2011) 28.715 Personen (65,70 Prozent der Distriktsbevölkerung). Zu den Dalit (scheduled castes) gehörten 2011 nur 982 Menschen (2,25 Prozent der Distriktsbevölkerung).

### Bevölkerungsentwicklung
Wie überall in Indien wächst die Einwohnerzahl im Distrikt Mangan seit Jahrzehnten stark an. Die Zunahme betrug in den Jahren 2001–2011 allerdings nur 6,5 Prozent (6,53 %). In diesen zehn Jahren nahm die Bevölkerung um rund 2.700 Menschen zu. Die Entwicklung verdeutlicht folgende Tabelle:

### Bedeutende Orte
Im Distrikt gibt es mit dem Distrikthauptort Mangan (4644 Einwohner) nur einen Ort, der als Stadt (notified town) gilt.

### Bevölkerung des Distrikts nach Geschlecht
Der Distrikt hatte – für Indien üblich – stets mehr männliche als weibliche Einwohner. Der Männerüberschuss lag selbst für indische Verhältnisse weit über dem Durchschnitt. Bei den jüngsten Bewohnern (unter 7 Jahren) liegen die Anteile bei 51,85 % männlichen zu 48,15 % weiblichen Geschlechts.
| Verteilung der Bevölkerung nach Geschlecht im Distrikt Mangan |                   |                   |                   |                   |                   |                   |                   |                   |                   |                   |                   |                   |
|                                                               | Volkszählung 1961 | Volkszählung 1961 | Volkszählung 1971 | Volkszählung 1971 | Volkszählung 1981 | Volkszählung 1981 | Volkszählung 1991 | Volkszählung 1991 | Volkszählung 2001 | Volkszählung 2001 | Volkszählung 2011 | Volkszählung 2011 |
| Anzahl                                                        | Anteil            | Anzahl            | Anteil            | Anzahl            | Anteil            | Anzahl            | Anteil            | Anzahl            | Anteil            | Anzahl            | Anteil            |                   |
| GESAMT                                                        | 9.759             | 100 %             | 13.014            | 100 %             | 26.455            | 100 %             | 31.240            | 100 %             | 41.030            | 100 %             | 43.709            | 100 %             |
| Männer                                                        | 5.168             | 52,96 %           | 7.022             | 53,96 %           | 14.784            | 55,88 %           | 17.090            | 54,39 %           | 23.414            | 57,07 %           | 24.730            | 56,58 %           |
| Frauen                                                        | 4.591             | 47,04 %           | 5.992             | 46,04 %           | 11.671            | 44,12 %           | 14.150            | 45,61 %           | 17.616            | 42,93 %           | 18.979            | 43,42 %           |

### Bevölkerung des Distrikts nach Sprachen
Die Bevölkerung des Distrikts Mangan ist sprachlich gemischt. Den drei stärksten Sprachgruppen Lepcha, Nepali und Bhotia gehören aber fast 70 Prozent der Einwohnerschaft an. In der Sub-Division Chungthang sprechen 2.603 Personen (25,93 Prozent der Bewohner) Bhotia, 1.988 Personen, (19,80 Prozent der Bewohner) Nepali, 1.718 Personen (17,11 Prozent der Bewohner) Hindi und 1.189 Personen (11,84 Prozent der Bewohner) Lepcha. In der Sub-Division Mangan sprechen 12.671 Personen (37,63 Prozent der Bewohner) Lepcha, 8.159 Personen (24,23 Prozent der Bewohner) Nepali, 3.695 Personen (8,17 Prozent der Bewohner) Bhotia, 2.751 Personen (8,17 Prozent der Bewohner) Limbu, 1.256 Personen (3,73 Prozent der Bewohner) Sherpa und 1.079 Personen (3,20 Prozent der Bewohner) Hindi. Alle von mehr als 1000 Personen gesprochene Sprachen zeigt die folgende Tabelle:
| Jahr                                   | Lepcha | Lepcha | Nepali | Nepali | Bhotia | Bhotia | Hindi | Hindi | Limbu | Limbu | Sherpa | Sherpa | Tamang | Tamang | Gesamt | Gesamt   |
| Jahr                                   | Zahl   | %      | Zahl   | %      | Zahl   | %      | Zahl  | %     | Zahl  | %     | Zahl   | %      | Zahl   | %      | Zahl   | %        |
| -------------------------------------- | ------ | ------ | ------ | ------ | ------ | ------ | ----- | ----- | ----- | ----- | ------ | ------ | ------ | ------ | ------ | -------- |
| 2011                                   | 13.860 | 31,71  | 10.147 | 23,21  | 6.298  | 14,41  | 2.797 | 6,40  | 2.792 | 6,39  | 1.585  | 3,63   | 1.121  | 2,56   | 43.709 | 100,00 % |
| Quelle: Ergebnis der Volkszählung 2011 |        |        |        |        |        |        |       |       |       |       |        |        |        |        |        |          |

### Bevölkerung des Distrikts nach Bekenntnissen
Eine knappe Mehrheit der Bewohner sind Buddhisten (Bhotia, Mehrheiten bei den Lepcha und Tamang). Hindus (Hindi, Mehrheit bei den Limbu und Nepali) und Christen (Minderheiten bei den Bhotia, Lepcha, Limbu und Tamang) sind bedeutende religiöse Minderheiten. Zu den kleineren religiösen Minderheiten zählen Sikhs und Muslime. Die genaue religiöse Zusammensetzung der Bevölkerung zeigt folgende Tabelle:
| Jahr                                   | Buddhisten | Buddhisten | Christen | Christen | Hindus | Hindus | Jainas | Jainas | Muslime | Muslime | Sikhs | Sikhs | Andere | Andere | keine Angaben | keine Angaben | Gesamt | Gesamt   |
| Jahr                                   | Zahl       | %          | Zahl     | %        | Zahl   | %      | Zahl   | %      | Zahl    | %       | Zahl  | %     | Zahl   | %      | Zahl          | %             | Zahl   | %        |
| -------------------------------------- | ---------- | ---------- | -------- | -------- | ------ | ------ | ------ | ------ | ------- | ------- | ----- | ----- | ------ | ------ | ------------- | ------------- | ------ | -------- |
| 2011                                   | 23.318     | 53,35      | 2.660    | 6,09     | 14.883 | 34,05  | 35     | 0,08   | 815     | 1,86    | 816   | 1,87  | 921    | 2,11   | 261           | 0,60          | 43.709 | 100,00 % |
| Quelle: Ergebnis der Volkszählung 2011 |            |            |          |          |        |        |        |        |         |         |       |       |        |        |               |               |        |          |

## Bildung
Dank bedeutender Anstrengungen ist die Alphabetisierung in den letzten Jahrzehnten stark gestiegen. Im städtischen Bereich können fünf von sechs Personen lesen und schreiben. Auf dem Land können mehr als 77 Prozent lesen und schreiben. Typisch für indische Verhältnisse sind die starken Unterschiede zwischen den Geschlechtern und der Stadt-/Landbevölkerung.
| Alphabetisierung im Distrikt Mangan    |                   |                   |
| Einheit                                | Volkszählung 2011 | Volkszählung 2011 |
| Einheit                                | Anzahl            | Anteil            |
| GESAMT                                 | 30.450            | 78,01 %           |
| Männer                                 | 18.579            | 83,30 %           |
| Frauen                                 | 11.871            | 70,97 %           |
| STADT GESAMT                           | 3.402             | 83,81 %           |
| Stadt-Männer                           | 1.885             | 87,80 %           |
| Stadt-Frauen                           | 1.517             | 79,34 %           |
| LAND GESAMT                            | 27.048            | 77,34 %           |
| Land-Männer                            | 16.694            | 82,82 %           |
| Land-Frauen                            | 10.354            | 69,89 %           |
| Quelle: Ergebnis der Volkszählung 2011 |                   |                   |

## Verwaltungsgliederung
Der Distrikt war bei der letzten Volkszählung 2011 in zwei Sub-Divisions aufgeteilt. Nämlich in Chungthang (9 Dörfer) und Mangan (46 Dörfer).
| Bevölkerung in den Sub-Divisions |            |            |        |         |
|                                  | Chungthang | Chungthang | Mangan | Mangan  |
| Anzahl                           | Anteil     | Anzahl     | Anteil |         |
| GESAMT                           | 10.038     | 100 %      | 33.671 | 100 %   |
| Männer                           | 6.932      | 69,06 %    | 17.798 | 52,86 % |
| Frauen                           | 3.103      | 30,94 %    | 15.873 | 47,14 % |
| Stadt                            | 0          | 0 %        | 4.644  | 13,79 % |
| Land                             | 10.038     | 100 %      | 29.027 | 86,21 % |